# 刺毛糙苏
刺毛糙苏（学名：Phlomis setifera），为唇形科糙苏属下的一个植物种。